# Lucie Guérin
Lucie Guérin (11 de agosto de 1900 - 13 de junho de 1973) foi uma política francesa. Ela foi eleita para a Assembleia Nacional em 1945 como uma do primeiro grupo de mulheres francesas no parlamento. Ela serviu na Assembleia Nacional até 1951.
Depois da guerra, Guérin foi candidata do Partido Comunista Francês (PCF) em Seine-Inférieure nas eleições de 1945 para a Assembleia Nacional. Colocada em segundo lugar na lista do PCF, ela foi uma das 33 mulheres eleitas. Ela foi reeleita nas eleições de junho e novembro de 1946 como a candidata em segundo lugar na lista do PCF, servindo até perder o seu assento nas eleições de 1951. Ela também serviu no conselho departamental de Seine-Inférieure de 1945 a 1949, e como vereadora municipal em Rouen de 1953 a 1959, após o qual se aposentou.
Ela morreu em Fleury-Mérogis em 1973.